# 菲塞托角
62°28′04″S 60°06′35″W / 62.46778°S 60.10972°W

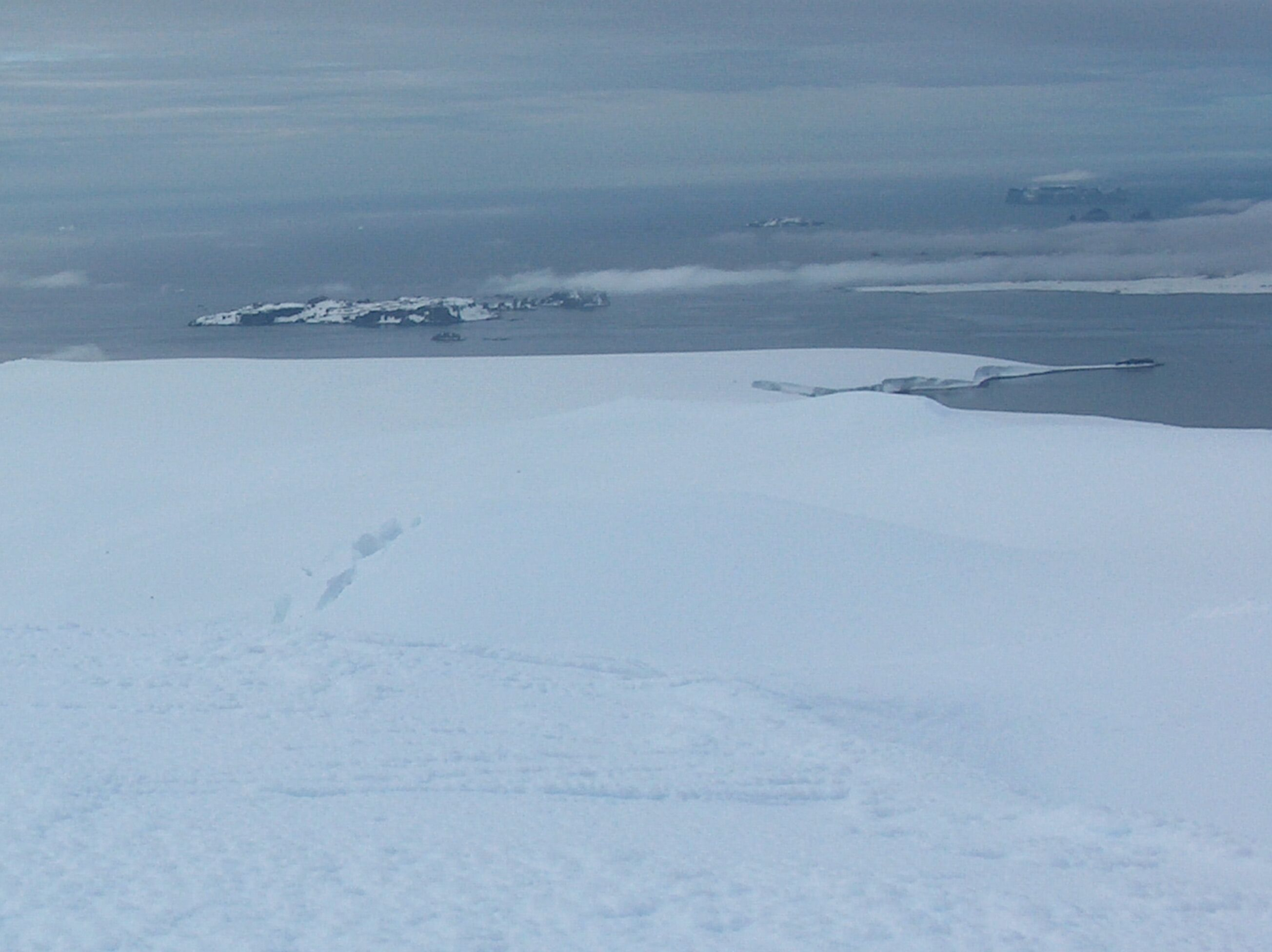

菲塞托角是南極洲的海岬，位於南設得蘭群島中利文斯頓島的瓦爾納半島，處於錫格里察角東南面0.8公里和波莫里角西北面2.9公里，以保加利亞的建築師命名。

## 外部連結
- SCAR Composite Gazetteer of Antarctica （页面存档备份，存于）.